# Abba Saul ben Batnit
Abba Saul ben Batnit (= Sohn der Batanäerin) war ein jüdischer Gelehrter des 1. Jahrhunderts n. Chr. und zählte zur so genannten 2. Generation der Tannaiten. 
Er soll Sohn einer Proselytin aus Batanäa (Bezeichnung der Römer für Basan = Baschan) gewesen sein. Er war Weinhändler und Geschäftspartner des Eleasar ben Zadok. An verschiedenen Stellen wird seine Ehrlichkeit besonders hervorgehoben.
Er überlieferte ein (vollständig erhaltenes) Spottlied über den willkürlichen und häufigen Wechsel im Amt des Hohenpriesters und die damit verbundenen Unregelmäßigkeiten.